# Дженніфер Коннеллі
Дженніфер Лінн Коннеллі (англ. Jennifer Lynn Connelly; нар. 12 грудня 1970) — американська акторка, модель та співачка.
Попри те, що знімалася в кіно з дитинства, визнання досягла значно пізніше, після появи на екранах фільмів «Темне місто» (1998), «Реквієм за мрією» (2000) та «Ігри розуму» (2001), за останній з яких отримала «Оскара» в номінації «найкраща жіноча роль другого плану». Також відома за ролями в таких стрічках, як «Халк» (2003), «Будинок з піску і туману» (2003), «Кривавий діамант» (2006), «Як малі діти» (2006), «День, коли Земля зупинилась» (2008) і «Обіцяти — ще не одружитись» (2009), «Ной» (2014).
З 2005 року амбасадорка у галузі прав людини в організації Міжнародна амністія.

## Ранні роки
Народилася в містечку Кейро, штат Нью-Йорк, у Катскільських горах, в сім'ї фабриканта одягу Джерарда Коннеллі та його дружини Ейлін. Батько — католик з ірландсько-норвезьким корінням, мати — з родини євреїв, вихідців з Польщі та Російської імперії. Дженніфер виросла в нью-йоркському районі Бруклін-Гайтс (Бруклінські висоти), трохи південніше Іст-Ривер, і навчалася в школі Святої Анни. Разом з родиною провела кілька років у Вудстоку, де її мати тримала власну антикварну крамницю, і в Беллпорті, на Лонґ-Айленді. Її батько працював на нью-йоркській швейній фабриці. Один з його приятелів займався рекламою. Він запропонував Дженніфер піти на перегляд у модельне агентство. У 10 років вона почала зніматися в рекламі.
Свою першу роль у кіно Дженніфер виконала в знаменитому фільмі Серджо Леоне «Одного разу в Америці» (1984). За рік вона знялася в італійського режисера Даріо Ардженто у фільмі «Феномен».
Після закінчення школи вступила до Єльського університету, де два роки вивчала англійську мову і драматичне мистецтво, пізніше перевелася до Стенфордського університету, щоб грати в класичному театрі та навчатися імпровізації. Навчання в Стенфорді Коннеллі не завершила.

## Кар'єра

### Початок кар'єри
Стала знаменитою після виходу сімейного фільму «Лабіринт» у 1986 році, де зіграла підлітку Сару, котра вирушила у пошуки свого маленького брата до країни гоблінів, якою правив король Джарет(Девід Боуї). Стрічка не мала успіху в прокаті, однак пізніше стала культовою. Після цього Коннеллі знялася в кількох невдалих проєктах, зокрема, в італійському фільмі Etoile та стрічці «Деякі дівчата» (1988) режисера Майкла Гоффмана, де грала студенток.
В середині 1990-х Коннеллі вирішила довести, що здатна на доросліші ролі. Однією з перших таких робіт стала роль лесбійки в драмі Джона Синґлтона «Вища освіта» (1995). Наступного року вона знялася в незалежній стрічці «Фатальна яхта», а 1997 — зіграла другорядну роль сексуально розкутої жінки в мелодрамі «Вигадане життя Ебботів», де її партнерами на знімальному майданчику стали Лів Тайлер і Хоакін Фенікс. У 1998 році вийшов науково-фантастичний трилер з її участю «Темне місто», що став культовим. У 2000 році Коннеллі знялася в серіалі «Вулиця» каналу FOX, однак успіху це шоу не досягло.

### Визнання
Проривом для акторки став культовий фільм Даррена Аронофскі «Реквієм за мрією» (2000), в якому вона втілила дівчину головного героя (Джаред Лето). Стрічка оповідає про чотирьох людей з різною наркотичною залежністю. Критика позитивно відгукнулася як про фільм, так і про роботу Коннеллі.
Ще більшої популярності Конеллі принесла біографічна драма Рона Говарда «Ігри розуму» (2001). За роль Алісії Неш, багатостраждальної дружини математика Джона Неша, вона отримала премії «Оскар» і «Золотий глобус» за найкращу жіночу роль другого плану.
У 2003 році Коннеллі виконала головні ролі в стрічках «Халк» і «Будинок з піску і туману». В «Халку» вона зіграла Бетті Росс, кохану головного героя Брюса Беннера. Коннеллі сказала, що інтерес до цієї ролі у неї викликали філософські точки зору, висловлені режисером Енгом Лі в фільмі. «Халк» мав великий успіх у прокаті, зібравши понад 100 мільйонів доларів у США. В «Будинку з піску і туману» акторка зіграла Кеті Ніколо, у котрої відбирають будинок внаслідок бюрократичної помилки.

### 2005—2007
Після дворічної перерви Коннеллі знімається в фільмі жахів «Темна вода», який є переробкою однойменної японської стрічки. В цій стрічці вона виконала роль Далії — жінки зі складним дитинством, котра після розлучення переїжджає з дочкою в новий будинок, де з ними відбуваються таємничі речі.
У 2006 році Коннеллі з'явилася в двох фільмах, кожний з яких був номінований у кількох категоріях на премію «Оскар». Вона зіграла другорядну роль в екранізації роману Тома Перротта «Як малі діти», де головну роль виконала Кейт Вінслет. Персонажка Коннеллі, Кеті Адамс, була однією з ключових фігур роману, однак режисер Тодд Філд віддав її героїні замало екранного часу, приділивши більше уваги стосункам героїв Вінслет і Патріка Вілсона. В трилері «Кривавий діамант» Коннеллі зіграла з Леонардо Ді Капріо.
Наступною роботою акторки стала роль Грейс, жінки, що втратила сина, в драмі «Заборонена дорога», котра вийшла обмеженим прокатом восени 2007 року. Тут вона зіграла з Хоакіном Феніксом, Марком Руффало і Мірою Сорвіно. За словами Коннеллі, ця роль була найскладнішою за всю її кар'єру.

### 2008— 2009

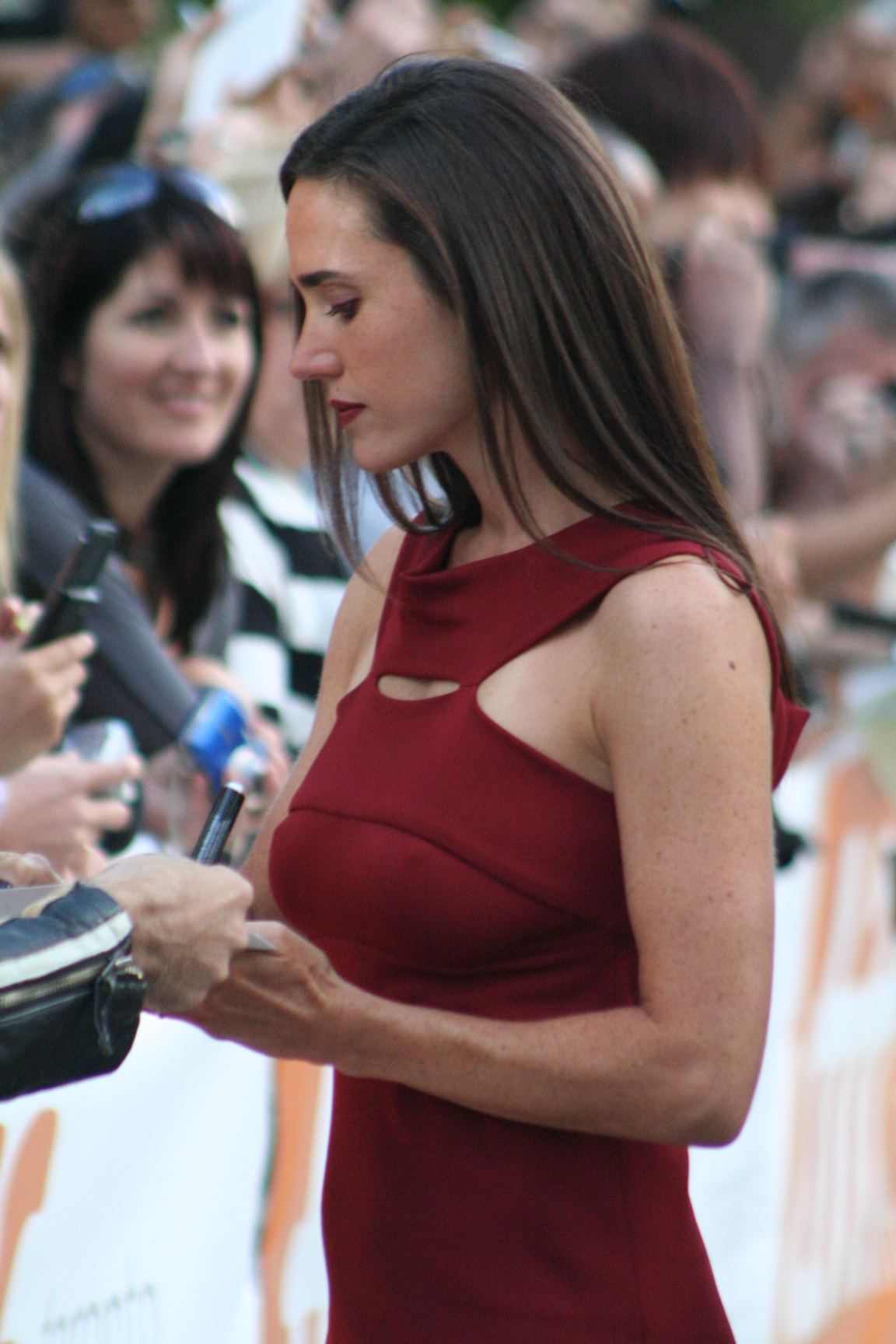
Дженніфер Коннеллі на Міжнародному кінофестивалі в Торонто 2009 року

У 2008 році Конеллі з'явилася в римейку науково-фантастичного трилера 1951 року «День, коли Земля зупинилась», зігравши в ньому астробіологиню Гелен Бенсон разом із Кіану Рівзом. На відміну від оригіналу, в якому Бенсон була секретаркою і в центрі уваги були її стосунки з Клаату, у римейку Бенсон мала складні стосунки зі своїм пасинком.
У 2009 році Конеллі зіграла в романтичній комедії «Обіцяти — ще не одружитись», знятій за книгою сценаристів «Сексу і міста». Окрім Коннеллі, в картині знялися Дженніфер Еністон, Дрю Беррімор, Скарлетт Йоганссон, Бен Аффлек та Бредлі Купер. Наступною роботою акторки стала невелика роль у сімейному фентезі «Чорнильне серце». Потім була роль у романтичній комедії 2009 року «Він не такий, як ти», в якій також знялися Дженніфер Еністон і Джінніфер Ґудвін. Фільм був заснований на однойменній книзі самодопомоги. Журнал Variety високо оцінив її гру: «Коннеллі дає дійсно насичену гру жінки, чиї принципи заганяють її в глухий кут».
У 2009 вийшла костюмована біографічна драма «Походження» (2009), в якій Конеллі зіграла релігійну Емму Дарвін, дружину Чарльза Дарвіна (Пол Беттані). Фільм розповідає про життя Дарвіна, коли він писав «Про походження видів», а також про непрості стосунки з Еммою, що була противницею його теорій, а також їхню жалобу за дочкою Енні. «San Francisco Chronicle» писала: «Дружину Дарвіна, релігійну жінку, яка не схвалювала теорій свого чоловіка, грає Дженніфер Коннеллі ... в такому кастингу, який не завжди спрацьовує, але тут спрацьовує. Ми віримо у спільну історію Дарвінів, їхню близькість та прихильність. Англійський акцент Коннеллі не поступається акценту Рене Зеллвегер та Гвінет Пелтроу. Вона не лише правильно відтворює звуки, але й музику та настрій».
Восени 2009 року в прокат вийшов мультфільм «Дев'ять», в якому Коннеллі озвучила героїню на ім'я «Сьома», воїтельку-авантюристку.

### 2010— 2019

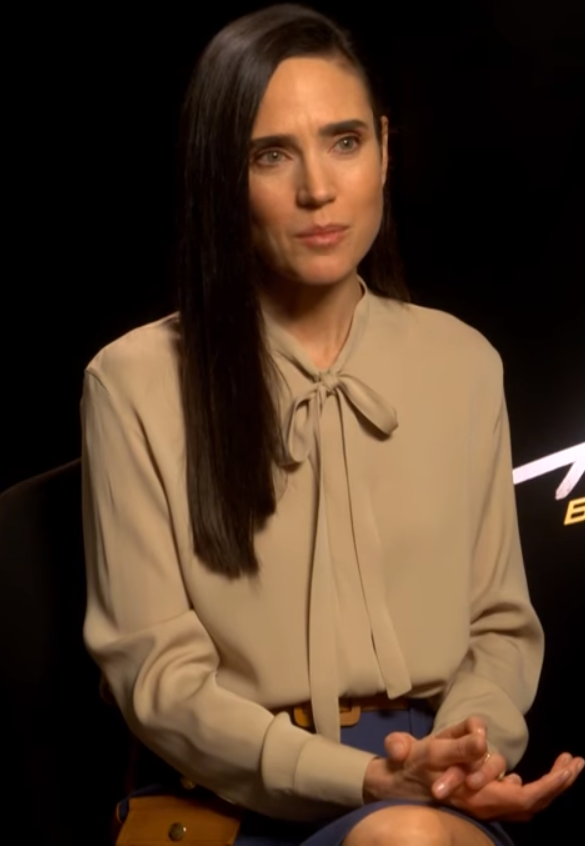
Коннеллі в 2019 році

Прем'єра фільму «Що трапилося з Вірджинією?» Дастіна Ленса Блека відбулася 15 вересня 2010 року на Міжнародному кінофестивалі в Торонто. Через два роки було оголошено, що фільм вийде в обмежений прокат у травні 2012 року. Коннеллі виконала головну роль Вірджинії, психічно нестабільної жінки, яка має 20-річний роман з місцевим шерифом, чия дочка потім починає стосунки з сином Вірджинії. Коннеллі готувалася до ролі, переглядаючи документальні фільми про шизофренію; вона також провела час у Психіатричному інституті штату Нью-Йорк і в Онкологічному центрі Нью-Йоркського університету, щоб зрозуміти прихильності та перешкоди своєї героїні. Під час підготовки Блек звернувся до Коннеллі за порадою щодо дизайну декорацій будинку Вірджинії, а також щодо вибору одягу для створення стилю героїні. Коннеллі сказала про фільм: «Я думаю, що це дуже оригінальний і дуже відмінний від інших незалежних фільмів — він дуже особистий». За словами критика з Cinema Blend, «Вірджинія підтримується сильною центральною грою, а Коннеллі виконала одну з найкращих своїх робіт за останні роки».
У серпні 2013 року було оголошено, що Коннеллі отримала роль у своєму режисерському дебюті «Притулок».
2014 року Конеллі на зйомках епічного біблійного фільму «Ной» співпрацювала з Расселом Кроу, з яким раніше знімалася у фільмі «Ігри розуму». Цей фільм також отримав загалом позитивні відгуки.

### 2020— нині
З 2020 року Коннеллі знімається в телесеріалі «Крізь сніг», її перша роль на телебаченні після закриття «Вулиці» у 2000 році.
Знову працюючи з режисером Джозефом Косинським, Коннеллі зобразила Пенелопу «Пенні» Бенджамін в екшн-блокбастері «Найкращий стрілець»: Меверік, що вийшов у 2022 році після низки затримок через пандемію COVID-19.
Протягом всієї її кар'єри, різноманітні журнали, серед яких «People», «Time», «Vanity Fair» та «Esquire», включали Конеллі до списків найкрасивіших жінок планети.

## Особисте життя
Попри успішну кар'єру в кіно, Дженніфер Коннеллі говорить, що воліла б проводити більше часу з родиною.
Під час знімання у фільмі «Ракетник» у Коннеллі почався роман з її колегою по фільму Біллі Кемпбеллом. Вони заручилися, але розлучилися в 1996 році після п'яти років спільного життя.
Потім Коннеллі мала стосунки з фотографом Девідом Дуґаном, від якого у 1997 році народила сина Кая. На зніманні «Ігор розуму» з актором Полом Беттані, з яким одружилася. В серпні 2003 народила сина Стеллана Беттані.
Дженніфер Конеллі бере активну участь у благодійності. 14 листопада 2005 року вона стала амбасадоркою Міжнародної амністії з прав людини.[джерело?]
Вільно розмовляє французькою та італійською мовами.

## Фільмографія
| Рік       |    | Українська назва                | Оригінальна назва             | Роль                                 |
| --------- | -- | ------------------------------- | ----------------------------- | ------------------------------------ |
| 1982      | с  |                                 | Tales of the Unexpected       | дівчина (Епізод: «Stranger in Town») |
| 1984      | ф  | Одного разу в Америці           | Once Upon a Time in America   | юна Дебора Ґеллі                     |
| 1985      | ф  | Феномен                         | Phenomena                     | Дженніфер Корвіно                    |
| 1986      | ф  | Сім хвилин на небесах           | Seven Minutes in Heaven       | Наталі Беккер                        |
| 1986      | ф  | Лабіринт                        | Labyrinth                     | Сара Вільямс                         |
| 1988      | ф  | Деякі дівчата                   | Some Girls                    | Габріелла д'Арк                      |
| 1989      | ф  | Зірка                           | Étoile                        | Клер Гамільтон / Наталі Хорват       |
| 1990      | ф  | Гра з вогнем                    | The Hot Spot                  | Глорія Харпер                        |
| 1991      | ф  | Як зробити кар'єру              | Career Opportunities          | Джозі МакКлілан                      |
| 1991      | ф  | Ракетник                        | The Rocketeer                 | Дженні Блейк                         |
| 1992      | тф | Серце справедливості            | The Heart of Justice          | Емма Бергесс                         |
| 1994      | ф  | Про любов і тінь                | Of Love and Shadows           | Ірен                                 |
| 1995      | ф  | Вища освіта                     | Higher Learning               | Терін                                |
| 1996      | ф  | Фатальна яхта                   | Far Harbor                    | Елісон Понд                          |
| 1996      | ф  | Скеля Малголланд                | Mulholland Falls              | Елісон Понд                          |
| 1997      | ф  | Вигадане життя Ебботів          | Inventing the Abbotts         | Елеонор Еббот                        |
| 1998      | ф  | Темне місто                     | Dark City                     | Емма Мердок                          |
| 2000      | ф  | Розбуджуючи мерців              | Waking the Dead               | Сара Вільямс                         |
| 2000      | ф  | Реквієм за мрією                | Requiem for a Dream           | Маріон Сілва                         |
| 2000      | ф  | Поллок                          | Pollock                       | Рут Клігман                          |
| 2000—2001 | с  |                                 | The $treet                    | Кетрін Міллер (12 епізодів)          |
| 2001      | ф  | Ігри розуму                     | A Beautiful Mind              | Алісія Неш                           |
| 2003      | ф  | Халк                            | Hulk                          | Бетті Росс                           |
| 2003      | ф  | Будинок з піску і туману        | House of Sand and Fog         | Кеті                                 |
| 2005      | ф  | Темна вода                      | Dark Water                    | Далія Вільямс                        |
| 2006      | ф  | Як малі діти                    | Little Children               | Кеті Адамсон                         |
| 2006      | ф  | Кривавий діамант                | The Blood Diamond             | Медді Боуен                          |
| 2007      | ф  | Заборонена дорога               | Reservation Road              | Грейс Лернер                         |
| 2008      | ф  | День, коли Земля зупинилась     | The Day the Earth Stood Still | Гелен Бенсон                         |
| 2008      | ф  | Чорнильне серце                 | Inkheart                      | Роксана                              |
| 2009      | ф  | Обіцяти — ще не одружитись      | He's Just Not That Into You   | Жанін Гандерс                        |
| 2009      | мф | 9                               | 9                             | 7 (озвучування)                      |
| 2009      | ф  | Походження                      | Creation                      | Емма Дарвін                          |
| 2010      | ф  | Що сталося з Вірджинією?        | What's Wrong With Virginia?   | Вірджинія                            |
| 2011      | ф  | Дилема                          | The Dilemma                   | Бет                                  |
| 2011      | ф  | Бульвар порятунку               | Salvation Boulevard           | Ґвен                                 |
| 2012      | ф  | Застряг у коханні               | Stuck in Love                 | Еріка                                |
| 2014      | ф  | Зимова фантазія                 | Winter's Tale                 | Вірджинія Ґеймлі                     |
| 2014      | ф  | Ной                             | Noah                          | Наама                                |
| 2014      | ф  | Сховище                         | Shelter                       | Ханна                                |
| 2014      | ф  | Кричи/Літай                     | Aloft                         | Нана Каннінг                         |
| 2016      | ф  | Американська пастораль          | American Pastoral             | Доун Дваєр Левов                     |
| 2017      | ф  | Людина-павук: Повернення додому | Spider-Man: Homecoming        | Карен (голос)                        |
| 2017      | ф  | Вогнеборці                      | Only the Brave                | Аманда Марш                          |
| 2019      | ф  | Аліта: Бойовий ангел            | Alita: Battle Angel           | доктор Шірен                         |
| 2020—2024 | с  | Крізь сніг                      | Snowpiercer                   | Мелані Кавілл (24 епізоди)           |
| 2022      | ф  | Топ Ґан: Меверік                | Top Gun: Maverick             | Пені Бенджамін                       |
| 2023      | ф  | Погана поведінка                | Bad Behaviour                 | Люсі                                 |
| 2024—...  | с  | Темна матерія                   | Dark Matter                   | Даніела Дессен (9 епізодів)          |

## Нагороди та номінації
| Рік  | Нагорода                             | Категорія                                         | Робота                   | Результат   | Пос.   |
| ---- | ------------------------------------ | ------------------------------------------------- | ------------------------ | ----------- | ------ |
| 1992 | Сатурн                               | Найкраща жіноча роль другого плану                | Ракетник                 | Номінація   | [ 30 ] |
| 2001 | Chlotrudis Awards                    | Найкраща акторка другого плану                    | Реквієм за мрією         | Номінація   | [ 31 ] |
| 2001 | Online Film Critics Society          | Найкраща акторка другого плану                    | Реквієм за мрією         | Номінація   | [ 32 ] |
| 2001 | Online Film Critics Society          | Найкращий акторський склад                        | Реквієм за мрією         | Номінація   | [ 32 ] |
| 2001 | Незалежний дух                       | Найкраща акторка другого плану                    | Реквієм за мрією         | Номінація   | [ 33 ] |
| 2002 | Асоціація кінокритиків Чикаго        | Найкраща акторка другого плану                    | Ігри розуму              | Номінація   | [ 34 ] |
| 2002 | БАФТА                                | Найкраща жіноча роль другого плану                | Ігри розуму              | Перемога    | [ 35 ] |
| 2002 | Вибір критиків                       | Найкраща акторка другого плану                    | Ігри розуму              | Перемога    | [ 36 ] |
| 2002 | Золотий глобус                       | Найкраща жіноча роль другого плану                | Ігри розуму              | Перемога    | [ 37 ] |
| 2002 | Оскар                                | Найкраща жіноча роль другого плану                | Ігри розуму              | Перемога    | [ 38 ] |
| 2002 | Премія Гільдії кіноакторів           | Найкраща жіноча роль                              | Ігри розуму              | Номінація   | [ 39 ] |
| 2002 | Премія Гільдії кіноакторів           | Найкращий акторський склад                        | Ігри розуму              | Номінація   | [ 39 ] |
| 2002 | Супутник                             | Найкраща жіноча роль другого плану                | Ігри розуму              | Перемога    | [ 40 ] |
| 2002 | American Film Institute Awards       | Найкраща акторка року                             | Ігри розуму              | Перемога    | [ 41 ] |
| 2002 | Online Film Critics Society Awards   | Найкраща акторка року                             | Ігри розуму              | Перемога    | [ 42 ] |
| 2003 | Імперія                              | Найкраща акторка                                  | Ігри розуму              | Номінація   | [ 43 ] |
| 2004 | Вибір критиків                       | Найкраща акторка                                  | Будинок з піску і туману | Номінація   | [ 44 ] |
| 2004 | Сатурн                               | Найкраща жіноча роль                              | Халк                     | Номінація   | [ 45 ] |
| 2004 | Супутник                             | Найкраща жіноча роль                              | Будинок з піску і туману | Номінація   | [ 46 ] |
| 2004 | Vancouver Film Critics Circle Awards | Найкраща акторка                                  | Будинок з піску і туману | Друге місце | [ 47 ] |
| 2007 | Кінопремія Голлівуду                 | Найкраща жіноча роль другого плану                | Заборонена дорога        | Перемога    | [ 48 ] |
| 2021 | Critics' Choice Super Awards         | Найкраща жіноча роль в екшн-серіалі               | Крізь сніг               | Номінація   | [ 49 ] |
| 2023 | Critics' Choice Super Awards         | Найкраща жіноча роль в екшн-фільмі                | Топ Ґан: Меверік         | Номінація   | [ 50 ] |
| 2025 | Сатурн                               | Найкраща жіноча роль другого плану на телебаченні | Темна матерія            | Номінація   | [ 51 ] |